# Eflorescencia (dermatología)
En medicina, la eflorescencia es cualquier lesión cutánea eruptiva, un cambio en la epidermis que puede afectar a su color, apariencia o textura. Puede estar provocado por numerosas causas, entre ellas procesos alérgicos e infecciones virales.

## Etiología
Las causas, y por tanto el tratamiento, varían ampliamente. El diagnóstico debe tener en cuenta datos tales como la aparición de la eflorescencia, los síntomas acompañantes, factores externos a los que el paciente pueda haber estado sometido, ocupación habitual y coincidencia en otros miembros de la familia.
La presencia de una eflorescencia puede ayudar a diagnosticar la enfermedad del paciente. No solo la aparición de la misma y su sensación, sino también su distribución (lugar de aparición, evolución, etc.) pueden ser datos importantes. Determinados patrones de distribución y la asociación a signos y síntomas concomitantes son diagnósticos en determinadas patologías.
Algunas causas frecuentes de la eflorescencia son:
- Ansiedad
- Alergia, por ejemplo a picaduras de insectos, alimentos, tintes, fármacos o metales como el zinc o el níquel
- Contacto con agentes dermoirritantes (que atacan la piel)
- Infecciones bacterianas o virales, como, por ejemplo, paperas y resfriado
- Micosis, como en el caso de la tiña
- Reacciones a vacunas
- Enfermedades cutáneas como el eccema o el acné
- Calor o quemaduras solares.

Algunas causas infrecuentes son:
- Enfermedades autoinmunes (como la psoriasis)
- Intoxicación por plomo
- Gestación.

## Cuadro clínico
La eflorescencia se puede localizar en una parte del cuerpo, o afectar a la piel de todo el organismo o con particularidad en el rostro.
Generalmente es una erupción (aguda o crónica), de color rojo intenso que presenta alguna de las siguientes características:
- cambios de coloración de la piel
- prurito (picazón o comezón)
- sequedad
- aparición de ampollas (vejigas en la piel, llenas de líquido)
- aparición de eccemas (vesículas rojizas y exudativas, que generan costras y escamas)
- hinchazón
- dolor
- comedón